# Meruia somereni
Meruia somereni är en tvåvingeart som beskrevs av Curtis W. Sabrosky 1950. Meruia somereni ingår i släktet Meruia och familjen kulflugor.
Artens utbredningsområde är Kenya. Inga underarter finns listade i Catalogue of Life.